# 青建國際
青建國際控股有限公司，簡稱青建國際控股和青建國際（英語：CNQC INTERNATIONAL HOLDINGS LIMITED，港交所：1240），於1982年由何家驄博士（前主席）創立「新利地基工程有限公司」。其後1995年被梁志漢入股。1995年，梁志漢持有八成股權及何家聰持有兩成股權的Sunley國際以1600萬元向保志工程收購新利地基工程。2011年，收購實力工程及廣盈工程，組成前身「新利控股有限公司」。
現時主席為杜波業務在本港經營地基業務及機械租賃業務，總部位於香港筲箕灣興民街68號海天廣場2字樓201室。
該股份在2012年10月18日於港交所主板上市。招股價為0.94港元，配售新股為7500萬股，集資額為7050萬港元。
2014年2月10日新利控股（1240）公布，獲得青島市為基地的青建集團入股，購入大股東的75%股權，每股2.4元，涉及5.4億元。
2018年10月4日，土地註冊處資料顯示，油塘東源街18號東亞庫運紹榮鋼鐵，於上月底以5.3億易手。上述交易登記買家為環宇建築地產有限公司，其公司董事包括青建國際（1240）行政總裁王從遠、執行董事張玉強。

## 連結
- cnqc.com.hk （页面存档备份，存于）